# Botrydiaceae
Famille
Les Botrydiaceae sont une famille d'algues de la classe des Xanthophyceae ou Tribophyceae (algues jaunes) comprenant 13 espèces dans trois genres. C'est la seule famille de l'ordre des Botrydiales.

## Étymologie
Le nom vient du genre type Botrydium, dérivé du grec βοτρυ / botry, «  petite grappe » ou βοτρυσ / botrys,  « grappe de raisin », en raison de la ressemblance de ces algues avec des grains de raisin.

## Liste des genres
Selon ITIS (16 août 2021) :
- Botrydium Wallroth, 1815

Selon NCBI (16 août 2021) :
- Asterosiphon
- Botrydium

Selon World Register of Marine Species (16 août 2021) :
- Asterosiphon P.(J.L.) Dangeard, 1940
- Botrydium Wallroth, 1815
- Polychloris Borzì, 1892'